# Jean Ier de Saxe (1468-1532)
Pour les articles homonymes, voir Jean Ier de Saxe (1801-1873) et Jean Ier.
Jean Ier dit le Constant ou  l’Assuré (en allemand : Johann der Beständige), né le 30 juin 1468 à Meissen et mort le 16 août 1532 au château de Schweinitz près de Jessen, est un prince de la maison de Wettin, fils de l'électeur Ernest de Saxe et d'Élisabeth de Bavière. Il fut électeur de Saxe et landgrave de Thuringe de 1525 à sa mort.

## Biographie
Né à Meissen, il est le quatrième fils et le cinquième des sept enfants de l'électeur Ernest de Saxe (1441-1486), l'ancêtre de la branche ernestine de la dynastie des Wettin, et de son épouse Élisabeth (1443-1484), fille du duc Albert III de Bavière issue de la maison de Wittelsbach. On sait peu de choses sur sa jeunesse ; il demeura probablement dans l'ombre du prince héritier Frédéric III. Ses frères Ernest II, archevêque de Magdebourg, et Albert III, administrateur de Mayence, avaient fait une carrière ecclésiastique, lorsque Frédéric III et Jean prirent le pouvoir sur l'électorat de Saxe à la mort de leur père. Selon une division entre les frères, Jean et sa seconde épouse Marguerite, fille du prince Valdemar VI d'Anhalt-Köthen, résident principalement à Weimar en Thuringe. Il règne une bonne entente entre les deux souverains saxons ; cependant, Jean a négligé l'administration et les finances de ses domaines.
Les disparitions prématurées de ses frères ainés Ernest II († 1513) et Albert III († 1484) font de lui l'héritier de son frère Frédéric III dit le Sage. À la mort de ce dernier le 5 mai 1525, Jean hérite du titre d’électeur de Saxe. Son surnom de «  Constant » ou d'« Obstiné » souligne sa volonté de  poursuivre la politique de son défunt frère qui avait favorisé le développement de la Réforme protestante. En 1527 la confession luthérienne devient Église d'Etat dans les possessions de la branche ernestine en Saxe, avec l'électeur lui-même comme évêque principal. Pendant la diète de Spire, le 19 avril 1529, il était au nombre des princes qui déposent un acte de protestation contre la proscription de Martin Luther devant l'empereur catholique Charles Quint. L'année suivante, à la diète d'Augsbourg, les princes protestants se coalisent et présentent à Charles la Confession d'Augsbourg. La fermeté de Jean a été mentionnée élogieusement par Luther. L'électeur adhère et devient l'un des chefs de la Ligue de Smalkalde, formée par les états protestants le 27 février 1531 afin de protéger la Réforme.

## Unions et postérité
Jean Ier épousa en 1500 Sophie de Mecklembourg (1481-1503), fille du duc Magnus II de Mecklembourg. Un enfant est né de cette union :

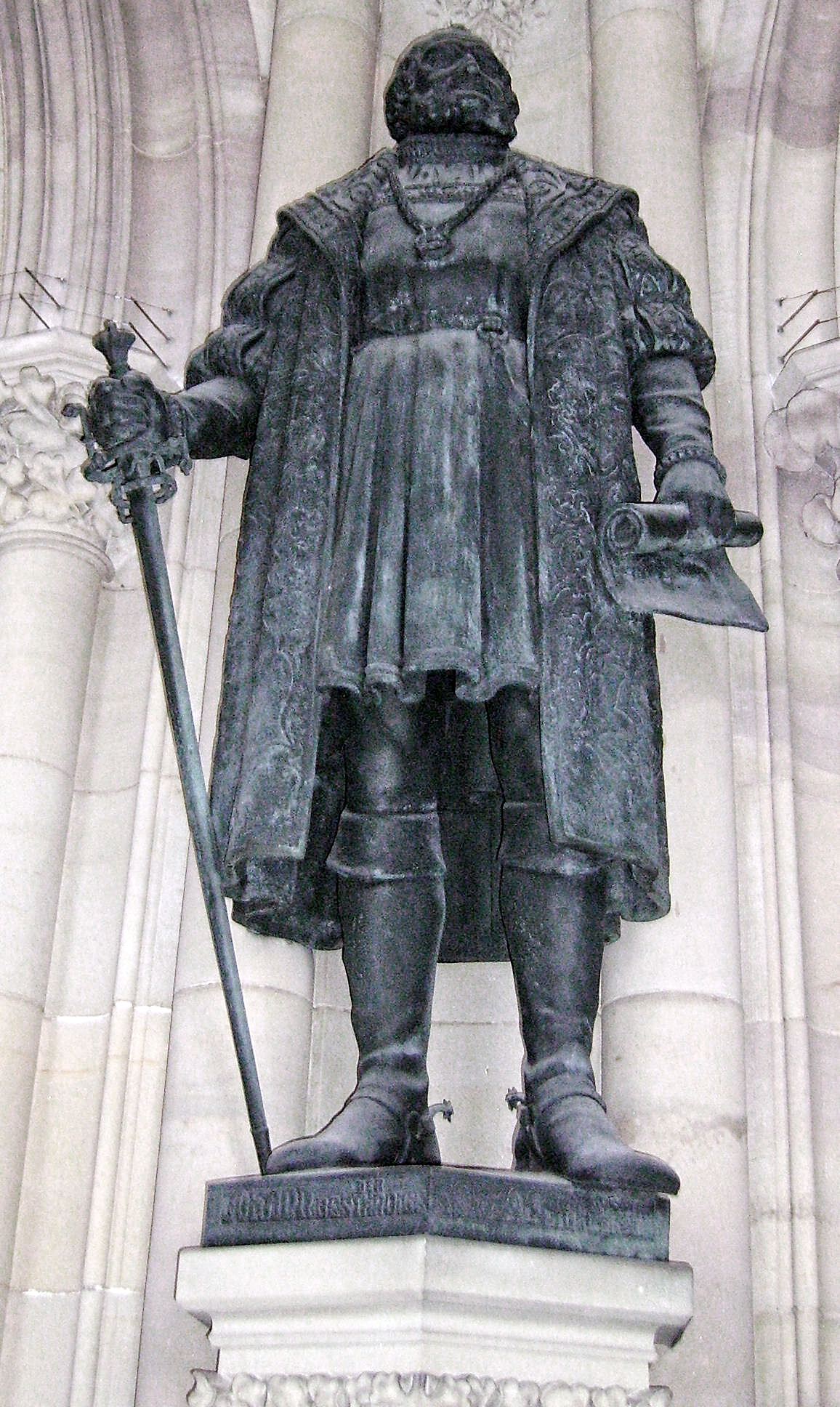
Statue à l'église de la Commémoration (Spire).

- Jean-Frédéric Ier de Saxe (1503-1554) dit le Magnanime, électeur de Saxe

Veuf en 1503, Jean Ier de Saxe épousa en 1513 épousa Marguerite d'Anhalt (en) (1494-1521), fille du prince Valdemar VI d'Anhalt-Köthen. Cinq enfants sont nés de cette union :
- Marie de Saxe (1515-1583), en 1536 elle épousa le duc Philippe Ier de Poméranie (mort en 1560)
- Marguerite de Saxe (1518-1535)
- Jean de Saxe (1519)
- Jean-Ernest Ier de Saxe-Cobourg (1521-1553), en 1542 il épousa Catherine de Brunswick (1524-1581), fille du duc Philippe Ier de Brunswick-Grubenhagen.

## Source de la traduction
- (en) Cet article est partiellement ou en totalité issu de l’article de Wikipédia en anglais intitulé « John, Elector of Saxony » (voir la liste des auteurs).